# فراولگا
فراولگا (روسی: Заволжье) ناحیه‌ای است که در شرق رود ولگا میان رشته‌کوه اورال، رشته‌کوه اووالی و پست‌بوم کاسپین قرار گرفته‌است.
به صورت سنتی این ناحیه به فراولگا بالا و فراولگا پایین تقسیم می‌شود و ناحیه نفتی و گازی ولگا-اورال در آن قرار دارد. مخزن سد کویبیشف هم در فراولگا پایین قرار دارد.